# Az Eiffel-tornyon megörökített nevek listája
Gustave Eiffel, a róla elnevezett Eiffel-torony építőmérnöke 72 tudós – a svájci Breguet és a születése szerint olasz Lagrange kivételével valamennyi francia – családnevét örökítette meg rajta tudományos eredményeik elismerésének jeleként. Ezek arany betűkkel állnak az első emelet peremén. A 20. század elején ezeket a neveket átfestették, de az Eiffel-torony 1986 és 1987 közötti restaurációjakor (a Société nouvelle d'exploitation de la tour Eiffel (SNTE) szervezésében) ismét láthatóvá váltak.

## A nevek

### Az északnyugati oldalon
| Szám | Felirat   | Személy                               | Élt       | Foglalkozása                   | Kép |
| ---- | --------- | ------------------------------------- | --------- | ------------------------------ | --- |
| 1.   | SEGUIN    | Marc Seguin                           | 1786–1875 | Mérnök                         |     |
| 2.   | LALANDE   | Jérôme Lalande                        | 1732–1807 | Matematikus és csillagász      |     |
| 3.   | TRESCA    | Henri Tresca                          | 1814–1885 | Mérnök                         |     |
| 4.   | PONCELET  | Jean-Victor Poncelet                  | 1788–1867 | Matematikus, mérnök és fizikus |     |
| 5.   | BRESSE    | Jacques Antoine Charles Bresse        | 1822–1883 | Matematikus                    |     |
| 6.   | LAGRANGE  | Joseph Louis Lagrange                 | 1736–1813 | Matematikus és csillagász      |     |
| 7.   | BELANGER  | Jean-Baptiste-Charles-Joseph Bélanger | 1790–1874 | Matematikus                    |     |
| 8.   | CUVIER    | Georges Cuvier                        | 1769–1832 | Természettudós                 |     |
| 9.   | LAPLACE   | Pierre-Simon de Laplace               | 1749–1827 | Matematikus és csillagász      |     |
| 10.  | DULONG    | Pierre Louis Dulong                   | 1785–1838 | Fizikus és vegyész             |     |
| 11.  | CHASLES   | Michel Chasles                        | 1793–1880 | Matematikus                    |     |
| 12.  | LAVOISIER | Antoine Laurent de Lavoisier          | 1743–1794 | Vegyész                        |     |
| 13.  | AMPERE    | André-Marie Ampère                    | 1775–1836 | Matematikus és fizikus         |     |
| 14.  | CHEVREUL  | Michel-Eugène Chevreul                | 1786–1889 | Vegyész                        |     |
| 15.  | FLACHAT   | Eugène Flachat                        | 1802–1873 | Mérnök                         |     |
| 16.  | NAVIER    | Claude Louis Marie Henri Navier       | 1785–1836 | Matematikus és fizikus         |     |
| 17.  | LEGENDRE  | Adrien-Marie Legendre                 | 1752–1833 | Matematikus                    |     |
| 18.  | CHAPTAL   | Jean-Antoine Chaptal                  | 1756–1832 | Vegyész                        |     |

### A délnyugati oldalon
| Szám | Felirat      | Személy                     | Élt       | Foglalkozása                | Kép |
| ---- | ------------ | --------------------------- | --------- | --------------------------- | --- |
| 19.  | JAMIN        | Jules Jamin                 | 1818–1886 | Fizikus                     |     |
| 20.  | GAY-LUSSAC   | Joseph Louis Gay-Lussac     | 1778–1850 | Vegyész és fizikus          |     |
| 21.  | FIZEAU       | Hippolyte Fizeau            | 1819–1896 | Fizikus                     |     |
| 22.  | SCHNEIDER    | Eugène Schneider            | 1805–1875 | Gyáriparos                  |     |
| 23.  | LE CHATELIER | Henry Le Chatelier          | 1815-1873 | Vegyész és fizikus          |     |
| 24.  | BERTHIER     | Pierre Berthier             | 1782–1861 | Geológus                    |     |
| 25.  | BARRAL       | Jean-Augustin Barral        | 1819–1884 | Agronómus, vegyész, fizikus |     |
| 26.  | DE DION      | Henri de Dion               | 1828–1878 | Mérnök                      |     |
| 27.  | GOUIN        | Ernest Goüin                | 1815–1885 | Mérnök és gyáriparos        |     |
| 28.  | JOUSSELIN    | Alexandre Louis Jousselin   | 1776–1858 | Mérnök                      |     |
| 29.  | BROCA        | Paul Broca                  | 1824–1880 | Sebész és antropológus      |     |
| 30.  | BECQUEREL    | Henri Becquerel             | 1852–1908 | Fizikus                     |     |
| 31.  | CORIOLIS     | Gaspard-Gustave de Coriolis | 1792–1843 | Matematikus és fizikus      |     |
| 32.  | CAIL         | Jean-François Cail          | 1804–1871 | Gyáriparos                  |     |
| 33.  | TRIGER       | Jacques Triger              | 1801–1867 | Mérnök                      |     |
| 34.  | GIFFARD      | Henri Giffard               | 1825–1882 | Mérnök                      |     |
| 35.  | PERRIER      | François Perrier            | 1833–1888 | Geográfus és matematikus    |     |
| 36.  | STURM        | Charles-François Sturm      | 1803–1855 | Matematikus                 |     |

### A délkeleti oldalon
| Szám | Felirat  | Személy                     | Élt       | Foglalkozása              | Kép |
| ---- | -------- | --------------------------- | --------- | ------------------------- | --- |
| 37.  | CAUCHY   | Augustin Louis Cauchy       | 1789–1857 | Matematikus               |     |
| 38.  | BELGRAND | Eugene Belgrand             | 1810–1878 | Mérnök                    |     |
| 39.  | REGNAULT | Henri Victor Regnault       | 1810–1878 | Vegyész és fizikus        |     |
| 40.  | FRESNEL  | Augustin-Jean Fresnel       | 1788–1827 | Fizikus és mérnök         |     |
| 41.  | DE PRONY | Gaspard de Prony            | 1755–1839 | Mérnök                    |     |
| 42.  | VICAT    | Louis-Joseph Vicat          | 1786–1861 | Mérnök                    |     |
| 43.  | EBELMEN  | Jacques-Joseph Ebelmen      | 1814–1852 | Vegyész                   |     |
| 44.  | COULOMB  | Charles Augustin de Coulomb | 1736–1806 | Fizikus                   |     |
| 45.  | POINSOT  | Louis Poinsot               | 1777–1859 | Matematikus               |     |
| 46.  | FOUCAULT | Jean Bernard Léon Foucault  | 1819–1868 | Fizikus                   |     |
| 47.  | DELAUNAY | Charles-Eugène Delaunay     | 1816–1872 | Matematikus és csillagász |     |
| 48.  | MORIN    | Arthur Morin                | 1795–1880 | Matematikus és fizikus    |     |
| 49.  | HAUY     | René Just Haüy              | 1743–1822 | Mineralógus               |     |
| 50.  | COMBES   | Charles Combes              | 1801–1872 | Mérnök és kohász          |     |
| 51.  | THENARD  | Louis Jacques Thénard       | 1777–1857 | Vegyész                   |     |
| 52.  | ARAGO    | François Arago              | 1786–1853 | Fizikus                   |     |
| 53.  | POISSON  | Siméon Denis Poisson        | 1781–1840 | Matematikus és fizikus    |     |
| 54.  | MONGE    | Gaspard Monge               | 1746–1818 | Matematikus és fizikus    |     |

### Az északkeleti oldalon
| Szám | Felirat    | Személy                          | Élt       | Foglalkozása              | Kép |
| ---- | ---------- | -------------------------------- | --------- | ------------------------- | --- |
| 55.  | PETIET     | Jules Petiet                     | 1813–1871 | Mérnök                    |     |
| 56.  | DAGUERRE   | Louis Daguerre                   | 1787–1851 | Festő és fizikus          |     |
| 57.  | WURTZ      | Charles Adolphe Wurtz            | 1817–1884 | Vegyész                   |     |
| 58.  | LE VERRIER | Urbain Le Verrier                | 1811–1877 | Matematikus és csillagász |     |
| 59.  | PERDONNET  | Albert Auguste Perdonnet         | 1801–1867 | Mérnök                    |     |
| 60.  | DELAMBRE   | Jean-Baptiste Joseph Delambre    | 1749–1822 | Csillagász                |     |
| 61.  | MALUS      | Louis Malus                      | 1755–1812 | Fizikus és mérnök         |     |
| 62.  | BREGUET    | Abraham Louis Breguet            | 1747–1823 | Órásmester és felfedező   |     |
| 63.  | POLONCEAU  | Camille Polonceau                | 1813–1859 | Mérnök                    |     |
| 64.  | DUMAS      | Jean-Baptiste Dumas              | 1800–1884 | Vegyész                   |     |
| 65.  | CLAPEYRON  | Benoît Paul Émile Clapeyron      | 1799–1864 | Fizikus                   |     |
| 66.  | BORDA      | Jean-Charles de Borda            | 1733–1799 | Matematikus               |     |
| 67.  | FOURIER    | Jean Baptiste Joseph Fourier     | 1768–1830 | Matematikus és fizikus    |     |
| 68.  | BICHAT     | Marie François Xavier Bichat     | 1771–1802 | Anatómus és fiziológus    |     |
| 69.  | SAUVAGE    | François Clément Sauvage         | 1814–1872 | Gépépítő                  |     |
| 70.  | PELOUZE    | Théophile-Jules Pelouze          | 1807–1867 | Vegyész                   |     |
| 71.  | CARNOT     | Lazare Nicolas Marguerite Carnot | 1753–1823 | Matematikus               |     |
| 72.  | LAME       | Gabriel Lamé                     | 1795–1870 | Matematikus és fizikus    |     |